# Joseph Lindsay
Pour les articles homonymes, voir Lindsay.
Joseph Lindsay, couramment appelé Joe Lindsay, est un footballeur international écossais, né le 13 novembre 1858, à Dumbarton, West Dunbartonshire et décédé le 12 octobre 1933. Évoluant au poste d'attaquant, il est particulièrement connu pour ses saisons à Dumbarton.
Il compte huit sélections pour six buts inscrits en équipe d'Écosse.

## Biographie

### Carrière en club
Natif de Dumbarton, West Dunbartonshire, il joue d'abord à Dumbarton où il remporte la Coupe d'Écosse en 1883. Il s'engage ensuite pour les Rangers et pour Renton.

### Carrière internationale
Joseph Lindsay reçoit 8 sélections en faveur de l'équipe d'Écosse. Il joue son premier match le 27 mars 1880, pour une victoire 5-1, à l'Hampden Park de Glasgow, contre le Pays de Galles en match amical. Il reçoit sa dernière sélection le 27 mars 1886, pour un match nul 1-1, à l'Hampden Park de Glasgow, contre l'Angleterre en British Home Championship. Il inscrit 6 buts lors de ses 8 sélections, dont l'un lors de son premier match et un triplé. 5 de ses 6 buts ont été inscrits contre le Pays de Galles.
Il participe avec l'Écosse aux British Home Championships de 1884, 1885 et 1886. 

#### Buts internationaux
| no | Date         | Lieu                  | Adversaire     | Évolution | Score final | Compétition               |
| -- | ------------ | --------------------- | -------------- | --------- | ----------- | ------------------------- |
| 1  | 27 mars 1880 | Hampden Park, Glasgow | Pays de Galles | 3-0       | 5-1         | match amical              |
| 2  | 29 mars 1884 | Cathkin Park, Glasgow | Pays de Galles | 1-1       | 4-1         | British Home Championship |
| 3  | 21 mars 1885 | The Oval, Londres     | Angleterre     | 1-0       | 1-1         | British Home Championship |
| 4  | 23 mars 1885 | Acton Park, Wrexham   | Pays de Galles | 4-1       | 8-1         | British Home Championship |
| 5  | 23 mars 1885 | Acton Park, Wrexham   | Pays de Galles | 7-1       | 8-1         | British Home Championship |
| 6  | 23 mars 1885 | Acton Park, Wrexham   | Pays de Galles | 8-1       | 8-1         | British Home Championship |

## Palmarès

### Comme joueur
- Dumbarton :
  - Vainqueur de la Coupe d'Écosse en 1883